# Educando a Nina
Educando a Nina è una telenovela argentina trasmessa dall'11 aprile al 1º dicembre 2016 su Telefe.

## Trama
Questa è la storia di due gemelle separate alla nascita, che vivono una vita di fronte, e ignari dell'esistenza di ogni altro il. Mentre Mara (Griselda Siciliani) è nato con un cucchiaio d'argento e vive in un mondo di lusso, Nina (anche Griselda Siciliani) è una ballerina e cantante di back-up in una band Cuarteto, andando in tour e fare diversi spettacoli durante l'attesa per la momento in cui la vita le dà una possibilità. La loro vita cambia quando Nina si trova ad impersonare Mara, che l'ha portata a vivere una vita completamente diversa.

## Personaggi

### Personaggi principali
- Nina Peralta / Mara Brunetta, interpretata da Griselda Siciliani
- Renzo Di Caro, interpretato da Esteban Lamothe
- Antonio Di Caro, interpretato da Rafael Ferro
- Patricio Arenas, interpretato da Diego Ramos
- Mecha Ludueña, interpretata da Verónica Llinás
- Manuel Brunetta, interpretato da Juan Leyrado
- Selva Juárez, interpretata da Vivian El Jaber
- Milagros García Sánchez, interpretata da Mercedes Scápola
- Susy Contreras, interpretata da Jorgelina Aruzzi
- Lalo "el Bicho" Ludueña Principal, interpretato da Nicolás Furtado
- Salo Yepes, interpretato da Martín Slipak
- Carmela Prado, interpretata da Laura Cymer
- Palomo, interpretato da Naim Sibara
- Sofía Lavalle, interpretata da Victoria Almeida
- Martín "Tincho" Massey, interpretato da Benjamín Alfonso
- José Peralta, interpretato da Enrique Liporace
- Andrea Mansilla, interpretata da Carola Reyna

### Personaggi ricorrenti
- Perla Bergara, interpretata da Marina Castillo
- Jenny, interpretata da Noralíh Gago
- Blondy, interpretata da Carmen de la Osa
- Leo, interpretato da Facundo Gambandé
- Magaly, interpretata da Chachi Telesco
- Picky, interpretato da Lucas Velasco
- Tatuado, interpretato da Federico Avalos
- Chacal, interpretato da Francisco Andrade

## Puntate
| Stagione       | Puntate | Prima TV Argentina |
| -------------- | ------- | ------------------ |
| Prima stagione | 134     | 2016               |

## Distribuzioni internazionali
| Paese      | Canale/i           | Prima TV assoluta            | Titolo          |
| ---------- | ------------------ | ---------------------------- | --------------- |
| Argentina  | Telefe             | 11 aprile - 1º dicembre 2016 | Educando a Nina |
| Uruguay    | Monte Carlo TV     | 2016                         | Educando a Nina |
| Colombia   | Caracol Televisión | 2016                         | Educando a Nina |
| Costa Rica | Teletica           | 2016                         | Educando a Nina |